# Беовульф (фільм, 1999)
«Беовульф» (англ. Beowulf) — американський науково-фантастичний постапокаліптичний фільм 1999 року з Кристофером Ламбертом в головній ролі. Фільм знятий на основі давньоанглійської епічної поеми «Беовульф».